# Генріх I (герцог Бургундії)
Генріх I Великий (*Henri I le Grand бл. 946 — 15 жовтня 1002) — герцог Бургундії у 965—1002 роках.

## Життєпис

### Молоді роки
Походив з династії Робертінів. Молодший син Гуго Великого, графа Парижу, та Гедвіги Саксонської, дочки імператора Генріха I Птахолова. При народженні отримав ім'я Ед. Спочатку його готували до церковної кар'єри, тому він отримав відповідну освіту та виховання.
Після смерті в 956 році Гуго Великого опікуном Еда і його братів став Річард I, герцог Нормандії. Останній надав Еду Неверське графство.
З огляду на малий вік та посаду клірика Ед не втручався у боротьбу короля Лотаря з його братами Одо, герцогом Бургундії, та Гуго Капетом.

### Герцог
У 965 році після смерті його брата Одо бургундські барони обрали Еда герцогом Бургундій. Останній прийняв ім'я Генріх. Втім Лотар, король Франції, рушив до Бургундії, маючи намір підкорити її. В справу втрутився стрийко останніх — Бруно Великий, герцог Лотарингій, який замирив короля Лотаря з братами Генріхом і Гуго Капетом. Невдовзі Генріха I визнано герцогом Бургундії.
Разом з тим Генріх I не зміг приєднати графство Діжон, яке контролював король Лотар. Останній у 967 році передав саме місто Діжон в управління Аршамбо, єпископу-графу Лангра.
У 971 році Генріх I надав притулок в Отені Адальберту I, поваленому королю Італії, з дружиною і сином. У тому ж році він зблизився з Ламбертом, графом Шалона, який став його другом до самої смерті. Цей союз був закріплений у 972 році, коли Генріх I одружився з донькою Ламберта. При цьому герцог Бургундії всиновив сина Адальберта, Оттона-Вільгельма, заповівши йому герцогство.
У 973 році змусив єпископа Лангру поступитися замком Шатільон-сюр-Сьєн. У 976 році Генріх I одружив свого пасинка з Ерментруде де Русі, вдовою графа Обрі II. У 978 році в союзі з королем Лотарем здійснив похід проти імператора Оттона II. Того ж року передав Оттону-Вільгельму Неверське графство. Водночас сприяв Бруно де русі отримання посади графа-єпископа Лангру. Завдяки цьому зумів зайняти Діжон. Водночас встановив свій вплив над єпископством Отен, абатствами Клюні, Сен-Марсель-лез-Шалон
У 986 році призначив Оттона-Вільгельма намісником Бургундії. У 987 році підтримав брата Гуго під час обрання нового короля Франції. У 992 році після смерті дружини одружився з донькою Вільгельма II, герцога Гасконі, що викликало невдоволення Оттона-Вільгельма. У 996 році розлучився з другою дружиною. У 998 році одружився з другою донькою Ламберта, графа Шалона.
У 1002 році Генріх I помер, владу перебрав Оттон-Вільгельм.

## Родина
1. Дружина — Герберга (д/н-991), донька Ламберта, графа Шалону
дітей не було
2. Дружина — Герсенда (д/н-1002), донька Вільгельма II, герцога Гасконі
дітей не було
3. Дружина — Матильда (д/н-1005/1019), донька Ламберта, графа Шалону
Діти:
- Аренбурга (999-д/н), дружина Далмаса де Семура

1 бастард